# Ma sœur est invisible
 (janvier 2021).
Pour plus de détails, voir Fiche technique et Distribution.
Ma sœur est invisible ! est un téléfilm américain de la collection des Disney Channel Original Movie, basé sur le livre My Invisible Sister de Beatrice Colin and Sara Pinto, réalisé par Paul Hoen et diffusé en 2015.

## Synopsis
Cleo (Rowan Blanchard) est une adolescente qui vit à l'ombre de sa grande sœur, Molly (Paris Berelc), dont la popularité la rend connue par chacun à l'école. Quoique Cleo soit à peine remarquée en comparaison de sa sœur, elle est une excellente étudiante, mais est introvertie et quelque peu sarcastique et cynique.
Le prof de science de Cleo, Mr. Perkins (Alex Désert), voit son potentiel en science et décide qu'elle a besoin d'un challenge pour son projet de classe; elle doit découvrir la composition d'une substance mystérieuse et la transformer en état cristallin.

## Distribution
- Rowan Blanchard (VF: Helena Coppejans) : Cleo
- Paris Berelc (VF: Esther Aflalo) : Molly, sœur de Cleo
- Karan Brar (VF: Arthur Dubois) : George, meilleur ami de Cleo et compagnon petit génie en science
- Rachel Crow (VF: Shérine Seyad) : Nikki, meilleure amie et coéquipière de Molly
- Alex Désert (VF: Claudio Dos Santos) : Mr. Perkins, le prof de science au lycée, qui donne à Cleo le projet
- Will Meyers (VF: Alexis Flamant) : Carter, coup de cœur de Cleo et étudiant en science
- Austin Fryberger (VF: Christophe Hespel) : Coug, petit ami de Molly

Version française
- Studio : Dubbing Brothers Belgique
- Directrice artistique : Géraldine Frippiat
- Adaptation : Lucie Astagneau